# Grahamstad
Grahamstad este un oraș din provincia Oos-Kaap, Africa de Sud.